# Jennifer Kendal
Jennifer Kendal (Southport, 27 febbraio 1934 – Londra, 7 settembre 1984) è stata un'attrice britannica.

## Biografia
Figlia di Laura Liddell e dell'attore e direttore teatrale Geoffrey Kendal, ha una sorella minore, anch'essa attrice, Felicity Kendal.
Dal 1958 alla morte, avvenuta per un tumore nel 1984 all'età di 50 anni, è stata sposata con l'attore e produttore cinematografico indiano Shashi Kapoor, adottando appunto il cognome Kapoor. 
I figli Kunal, Karan e Sanjana Kapoor sono attori.

## Filmografia

### Cinema
- Saptapadi, regia di Ajoy Ka (1961) - voce; non accreditata
- Shakespeare Wallah, regia di James Ivory (1965) - non accreditata
- Il racconto di Bombay (Bombay Talkie), regia di James Ivory (1970)
- Junoon, regia di Shyam Benegal (1978)
- 36 Chowringhee Lane, regia di Aparna Sen (1981)
- Calore e polvere (Heat and Dust), regia di James Ivory (1983)
- La casa e il mondo (Ghare Baire), regia di Satyajit Ray (1984)

### Televisione
- Padiglioni lontani (1984)